# يوري موتشنيك
يوري موتشنيك (بالسلوفينية: Jure Močnik)‏ مواليد 23 أغسطس 1985 في ليوبليانا، جمهورية يوغوسلافيا الاشتراكية الاتحادية، هو لاعب كرة سلة سلوفيني. بدأ مسيرته الاحترافية في سنة 2001. يلعب مع نادي دومدجالي لكرة السلة في الدوري السلوفيني لكرة السلة كلاعب هجوم خلفي. يحمل الرقم 4. لعب مع نادي دومدجالي لكرة السلة ونادي سلوفان لكرة السلة.

## روابط خارجية
- يوري موتشنيك على موقع الاتحاد الدولي لكرة السلة (الإنجليزية)
- يوري موتشنيك على موقع كرة السلة الأوروبية.كوم (الإنجليزية)
- يوري موتشنيك على موقع ريلجم (الإنجليزية)
- يوري موتشنيك على موقع بروبوليرز (الإنجليزية)
- يوري موتشنيك على موقع سبورتس رفرنس (الإنجليزية)